# Tigres Fútbol Club
Tigres Fútbol Club es un club profesional de fútbol colombiano con sede en la ciudad de Bogotá, surgido del Expreso Rojo. Actualmente milita en la Categoría Primera B.
Su mejor participación histórica fue jugar en la Primera A en la temporada 2017 y en la Copa Colombia alcanzó los octavos de final en la edición 2022.

## Historia

### Refundación del Expreso Rojo
La historia del Tigres Fútbol Club nace el 20 de enero de 2016, luego que la familia Páez, propietaria del club, decidiera renombrar el existente club Expreso Rojo debido a que la Superintendencia de Industria y Comercio de Colombia emitió un fallo en que aclaraba que el uso del nombre Expreso Rojo estaba estrechamente asociado al Independiente Santa Fe, por lo que no podía ser usado como marca comercial por otra institución .
Aunque el equipo jugaba en Soacha en el torneo de la Primera  B, su sede administrativa se encuentra en Bogotá y los partidos de Primera División en 2017 (consiguiendo su ascenso el año anterior) los disputó en el Estadio Metropolitano de Techo de la capital del país.

### Ascenso y temporada en la Primera A
Tigres ascendió a la Primera División tras quedar sexto en la fase de confrontación de todos contra todos del Torneo de Ascenso 2016, y ocupó el primer lugar del cuadrangular semifinal A, donde superó al Bogotá F. C., Leones y Deportivo Pereira.
Tigres jugó la final de la Primera B 2016 con el América de Cali, perdiendo de local por un marcador de 2 a 0 en Bogotá y viéndose igualmente derrotado de visitante en Cali, esta vez por un marcador de 3 a 1. Ambos equipos ya habían obtenido el cupo en Primera División al ganar sus respectivos cuadrangulares.
Esto también significó algo histórico, pues en su primer año de existencia logró el ascenso en la temporada 2016.
En la temporada 2017, Tigres fue dirigido por Jhon Jairo Bodmer, ocupando el puesto 18 del Torneo Apertura y el 12 del Torneo Finalización, con saldo final de 11 victorias, 11 empates y 18 derrotas, lo que le significó el descenso a la Primera B en la tabla de promedio para la temporada 2018.

### Temporadas en la Primera B (2018-presente)
Tras su descenso en 2017, a Tigres F. C. le ha costado ser de nuevo protagonista para pelear el ascenso. En la temporada 2018 ocupó el puesto 11 de la tabla general. En 2019 fue 10° en el Torneo Apertura, pero para el Finalización logró clasificar en el octavo lugar a los Cuadrangulares Semifinales, quedando tercero del Grupo A.
En 2020 llegó Óscar Morera para dirigir al equipo; la temporada se suspendió en marzo por la pandemia de COVID-19 y tras la reanudación en septiembre, Tigres no logró la clasificación quedando en el puesto 14 del todos contra todos. En 2021-I se repitió la eliminación, esta vez en el puesto 11 de la tabla.
En la temporada 2021-II Tigres tocó fondo al quedar último de la tabla de posiciones (puesto 15) con seis puntos y un solo partido ganado, 2-0 sobre Real Santander el 6 de septiembre.
Para 2022 hubo un nuevo cambio de rumbo con la llegada de Jorge Andrés Rojas, quien era el técnico de divisiones menores del club, al plantel profesional. En el Torneo Apertura clasificaron en el quinto puesto a los Cuadrangulares Semifinales, donde finalizaron últimos del Grupo B detrás de Bogotá F. C., Fortaleza CEIF y Deportes Quindío. En el Finalización hubo una nueva clasificación a cuadrangulares en el sexto lugar del todos contra todos, pero de nuevo fueron últimos del Grupo B, esta vez detrás de Real Santander, Deportes Quindío y Atlético Huila.

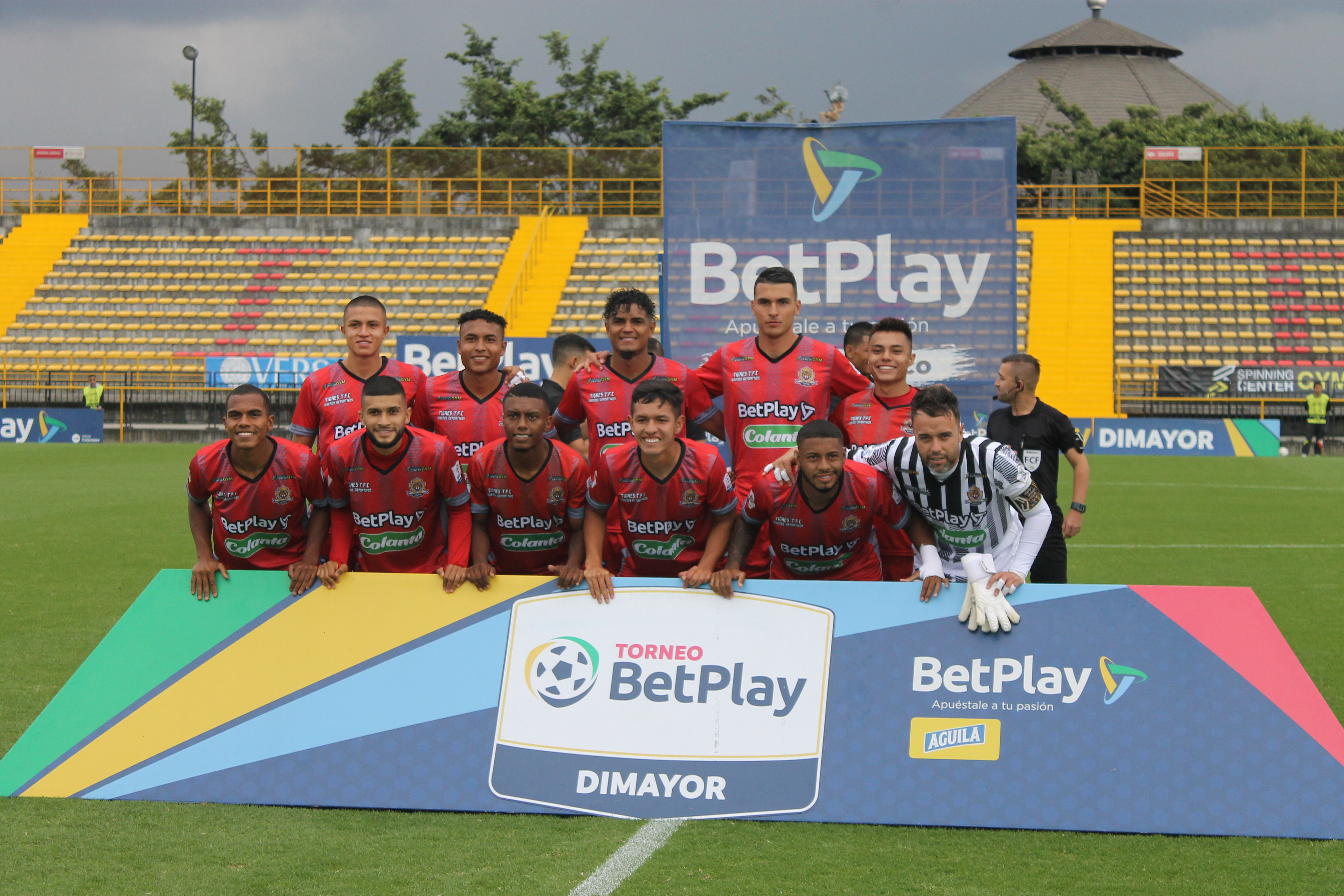
Foto de equipo Tigres Fútbol Club 2023.

Después de la buena campaña del año anterior, Tigres regresó a la parte baja de la tabla en 2023 ocupando el puesto 14 del Torneo Apertura, y apenas en la cuarta fecha del Torneo Finalización fue cesado Jorge Andrés Rojas y su asistente Jorge Castro fue nombrado técnico en propiedad. Finalmente, Tigres quedó último con solo nueve puntos. 
El 2023 de Tigres F. C. fue marcado por el asesinato de su presidente Édgar Páez luego de la derrota 2-1 contra Atlético F. C. como locales el 23 de septiembre.
Para enero de 2024 se rumora el traslado del equipo a la ciudad de Sincelejo para denominarse Tigres de Sincelejo. Sin embargo, fuentes cercanas al club desmienten de momento esta posibilidad.

## Símbolos

### Escudo
El logo del equipo se enmarca en un escudo de forma suiza alargado en las puntas colocado sobre un escudo de forma inglesa. En un campo de aurora aparece de forma central un tigre de Bengala  rugiente y en la parte inferior y superpuesta al escudo aparece una cinta ondeante de cenizo con bordes de gules donde está inscrito “TIGRES FC”. La imagen del tigre, figura central del escudo, fue presumiblemente adquirida del portal web canadiense IStock, en cuyo catálogo figura desde el año 2013; en marzo de 2016 un reportaje independiente señaló una posible infracción respecto al uso de dicha imagen, debido a que por regla general cualquier diseño gráfico adquirido mediante el método de microstock photography tiene prohibido su uso en logos comerciales.

## Uniforme
Como Expreso Rojo el equipo vistió principalmente el color rojo combinado con líneas blancas, para las últimas tres temporadas que se jugaron bajo dicho nombre se incorporó el color negro a la indumentaria del equipo.
El cambio de nombre a Tigres trajo con sigo un cambio radical en la vestimenta del equipo, adoptando un uniforme de diseño totalmente nuevo y donde predomina de manera amplia el color gris.
- Uniforme titular: Camiseta, pantaloneta y medias color gris con detalles beige.
- Uniforme alternativo: Camiseta, pantaloneta y medias rosado con detalles blancos.
- Uniforme entrenamiento: Camiseta, pantaloneta y medias color negro con detalles beige.

### Evolución uniforme local
| 2016 | 2017 | 2017 | 2024 |

### Evolución uniforme visitante
| 2016 | 2017 | 2017 | 2024 |

### Evolución tercer uniforme
| 2017 | 2017 | 2024 |

#### Indumentaria
| Periodo   | Proveedor                        | Patrocinador                        |
| --------- | -------------------------------- | ----------------------------------- |
| 2016-2017 | Effort                           | Ninguno                             |
| 2018-2021 | Tigres T.F.C. Diseños Deportivos | Ninguno                             |
| 2022-2023 | Tigres T.F.C. Diseños Deportivos | BetPlay Spinning Center GYM         |
| 2023      | Tigres T.F.C. Diseños Deportivos | BetPlay Colanta Spinning Center GYM |

## Estadio
Bajo el nombre Tigres, en la temporada 2016, el equipo disputó como local la totalidad de los partidos clasificatorios y semifinales del torneo de Segunda División y dos de sus tres compromisos de Copa Colombia en el Estadio Luis Carlos Galán Sarmiento en Soacha. Por motivos de logística, Tigres ofició como local en su enfrentamiento por Copa Colombia contra Millonarios Fútbol Club en el Estadio Metropolitano de Techo, así como la final del torneo de ascenso de 2016 contra el América de Cali.
Respecto a la temporada 2017 y con ocasión de su participación en Primera División se especuló si Tigres mantendría su localía en Soacha, solo disputando en Bogotá los partidos contra los equipos más tradicionales de Colombia, o si definitivamente se trasladó permanentemente a Bogotá para asumir la totalidad del torneo. Pese a que el equipo manifestó en su momento su deseo de continuar jugando en Soacha, el principal impedimento para que el club se mantuviera en el municipio era la falta de adecuación en su estadio, principalmente en cuanto al estado de la gramilla. Finalmente, las directivas de Tigres optaron por trasladar definitivamente su infraestructura administrativa y deportiva a Bogotá desde la temporada 2017.
A pesar de haber descendido en esa misma temporada de 2017, el equipo siguió jugando en Bogotá, Actualmente juega en el Estadio Metropolitano de Techo, aunque ocasionalmente desde 2023, también ha jugado algunos partidos en condición de local en el Parque Estadio Olaya Herrera.
- 2016: Estadio Luis Carlos Galán Sarmiento de Soacha.
- 2017 - Actualidad: Estadio Metropolitano de Techo de Bogotá.

## Hinchada
Con el cambio de nombre y su llegada a Soacha el equipo fue acogido por un reducido grupo de jóvenes soachunos y de la localidad de Bosa que conformaban la barra Hooligans Eskuadron Soacha la cual ya había existido como apoyo de otros equipos que tomaron el municipio como sede, como fueran Atlético Juventud Fútbol Club y en su momento el Expreso Rojo en las temporadas 2011 y 2012. Para finales de 2016 la barra Hooligans Eskuadron Soacha estaba trazada en una polémica con la administración local de Soacha debido a la incertidumbre por el posible traslado del equipo a Bogotá para la temporada 2017, exigiendo que los gobernantes se manifestaran haciendo un esfuerzo para lograr la permanencia del equipo en la sede donde se logró el ascenso habiendo fracasado en este empeño; no obstante, la barra anunció en sus redes sociales la voluntad de seguir acompañando al equipo durante el 2017 así deban viajar desde Soacha a Bogotá cuando jueguen de local (de hecho, Soacha es parte del Área metropolitana de Bogotá).

## Rivalidades

### Clásico joven bogotano
Por ser el nuevo equipo de la ciudad de Bogotá, Tigres paso a tomar parte del clásico que enfrenta a los equipos menos tradicionales de la capital colombiana, en su caso jugando contra La Equidad, esto en reemplazo del descendido Fortaleza, esto únicamente durante la temporada 2017.

### El 'Clásico felino'
Se denominó así al enfrentamiento entre Tigres y Jaguares de Córdoba, el cual se disputó en el marco de la fecha de clásicos del fútbol colombiano durante la temporada 2017. Si bien nominalmente el duelo parecería tener algún sentido por la denominación zoomórfica de ambos equipos, el hecho de que no se trate de una rivalidad histórica y mucho menos se suscriba a un entorno geográfico hizo que el periodista deportivo Iván Mejía Álvarez indicara que este duelo para nada se trata de un clásico y solo corresponde a una creación artificiosa de la Dimayor para justificar la existencia de una jornada de clásicos. En 2025, ambos clubes se volvieron a enfrentar en la Primera B.

### Rivalidad regional en la Primera B
Por cercanía geográfica, al encontrarse en la Primera B, Tigres F. C. sostiene rivalidad regional con Bogotá F. C. (2016, y 2018 a la fecha) y Real Cundinamarca (desde 2023).

## Datos del club
- Puesto histórico Primera A: 38.º
- Puesto histórico Primera B: 7.º
- Temporadas en 1ª: 1 (2017) .
- Mejor puesto: 12°(2017-II).
- Peor puesto: 18° ((2017-I).
- Temporadas en 2ª: 8 (2016, 2018 - Actualidad)
- Mejor puesto: 2° (2016).
- Peor puesto: 15 °(2021-II).
- Primer partido oficial:  Tigres vs Deportivo Pereira el 14 de febrero de 2016.
- Primer partido en Primera división: Once Caldas vs Tigres el 5 de febrero de 2017.
- Mayores goleadas a favor:
  - En Primera A:
  - Ninguna[n 1]
- Mayores goleadas a favor:
  - En Primera B:
  - 4-0 sobre Cúcuta Deportivo el 19 de abril de 2024
  - 4-0 sobre Barranquilla F. C. el 7 de abril de 2019
- Mayores goleadas a favor:
  - En Copa Colombia:
  - 5-3 sobre Jaguares el 9 de mayo de 2024
- Mayores goleadas en contra:
  - En Primera A:
  - 0-3 contra La Equidad el 23 de septiembre de 2017
  - 0-3 contra Deportes Tolima el 1 de abril de 2017
  - 0-3 contra Independiente Medellín el 26 de febrero de 2017
  - 0-3 contra Patriotas el 18 de febrero de 2017
- Mayores goleadas en contra:
  - En Primera B:
  - 0-6 contra Deportivo Pereira el 18 de marzo de 2019
  - 0-5 contra Deportivo Pereira el 16 de noviembre de 2019
- Mayores goleadas en contra:
  - En Copa Colombia:
  - 0-5 contra América de Cali el 29 de julio de 2025

### Otros datos
- Tigres (bajo el nombre de Expreso Rojo) ha sido el equipo de segunda división que más ha avanzado en Copa Colombia, habiendo llegado a semifinales de la Copa Colombia 2008.

- En el 2016, después de Itagüí Leones (equipo que ha disputado todos los torneos de segunda división en Colombia), Tigres fue el equipo en competición en el torneo de ascenso con más participaciones consecutivas en este, teniendo una continuidad de trece temporadas ininterrumpidas.

- En el 2017 Tigres fue el segundo equipo de Primera División con más participaciones consecutivas en Segunda División antes de su ascenso (el primero es Alianza Petrolera, equipo que se mantuvo veintidós temporadas en la Primera B antes de ascender).

## Organigrama deportivo

### Plantilla 2025-II
- Los equipos colombianos están limitados a tener en la plantilla un máximo de cuatro jugadores extranjeros. La lista incluye sólo la principal nacionalidad de cada jugador.

## Jugadores

### Datos
- Jugador más joven en debutar:
  - El 7 de mayo del 2016 Daniel Peñaloza con 13 años y 355 días en el empate 0-0 entre Tigres vs Atlético Entrando al minuto 81 del encuentro por Arley Bonilla.

- Jugador más joven en anotar un gol:
  - Daniel Peñaloza con 14 años y 4 días, ocurrió el 21 de mayo del 2016 le dio la victoria 1-0 a Tigres vs Leones.

### Récords
| Máximos goleadores | Máximos goleadores | Máximos goleadores | Más partidos disputados | Más partidos disputados | Más partidos disputados |
| ------------------ | ------------------ | ------------------ | ----------------------- | ----------------------- | ----------------------- |
| 1.                 | Hugo Arrieta       | 28 goles           | 1.                      | César Giraldo           | 187 partidos            |
| 2.                 | Ethan González     | 21 goles           | 2.                      | Harrinson Mancilla      | 184 partidos            |
| 3.                 | Jeison Quinónez    | 19 goles           | 3.                      | Óscar Morera            | 160 partidos            |

### Jugadores extranjeros
| Nacionalidad   | N.º | Jugadores                                         |
| -------------- | --- | ------------------------------------------------- |
| Argentina      | 3   | Gonzalo Costas, Ariel Medina y Dámian Montenegro. |
| México         | 2   | Sergio Blancas y Dilan Nicoletti                  |
| Estados Unidos | 2   | Walter Restrepo, Nicolás Santiago Rodríguez Mejía |
| Canadá         | 1   | Sergio Clyde                                      |
| Baréin         | 1   | Marcus Vinicius                                   |

## Entrenadores

### Listado de todos los tiempos
| Nombre             | Nacionalidad | Período                                       |
| ------------------ | ------------ | --------------------------------------------- |
| John Bodmer        | Colombiana   | 1 de julio de 2010 - 26 de octubre de 2018    |
| Diego Díaz         | Colombiana   | 30 de octubre de 2018 - 23 de agosto de 2019  |
| Óscar Morera       | Colombiana   | 24 de agosto de 2019 - 6 de diciembre de 2021 |
| Jorge Andrés Rojas | Colombiana   | 7 de diciembre de 2021-16 de agosto de 2023   |
| Jorge Castro       | Colombiana   | 16 de agosto de 2023-3 de julio de 2025       |
| Rafael Rodríguez   | Colombiana   | 4 de julio de 2025-presente                   |

## Palmarés

### Torneos nacionales
- Subcampeón de la Categoría Primera B en 2016.

### Torneos locales juveniles
- Copa Élite Ciudad de Bogotá (1): 2017.
- Liga de fútbol de Bogotá. Categoría Sub-19 y Sub-17: (Promocional)